# Påskhare

Nancy Reagan tillsammans med två personer utklädda till påskharar (1981)

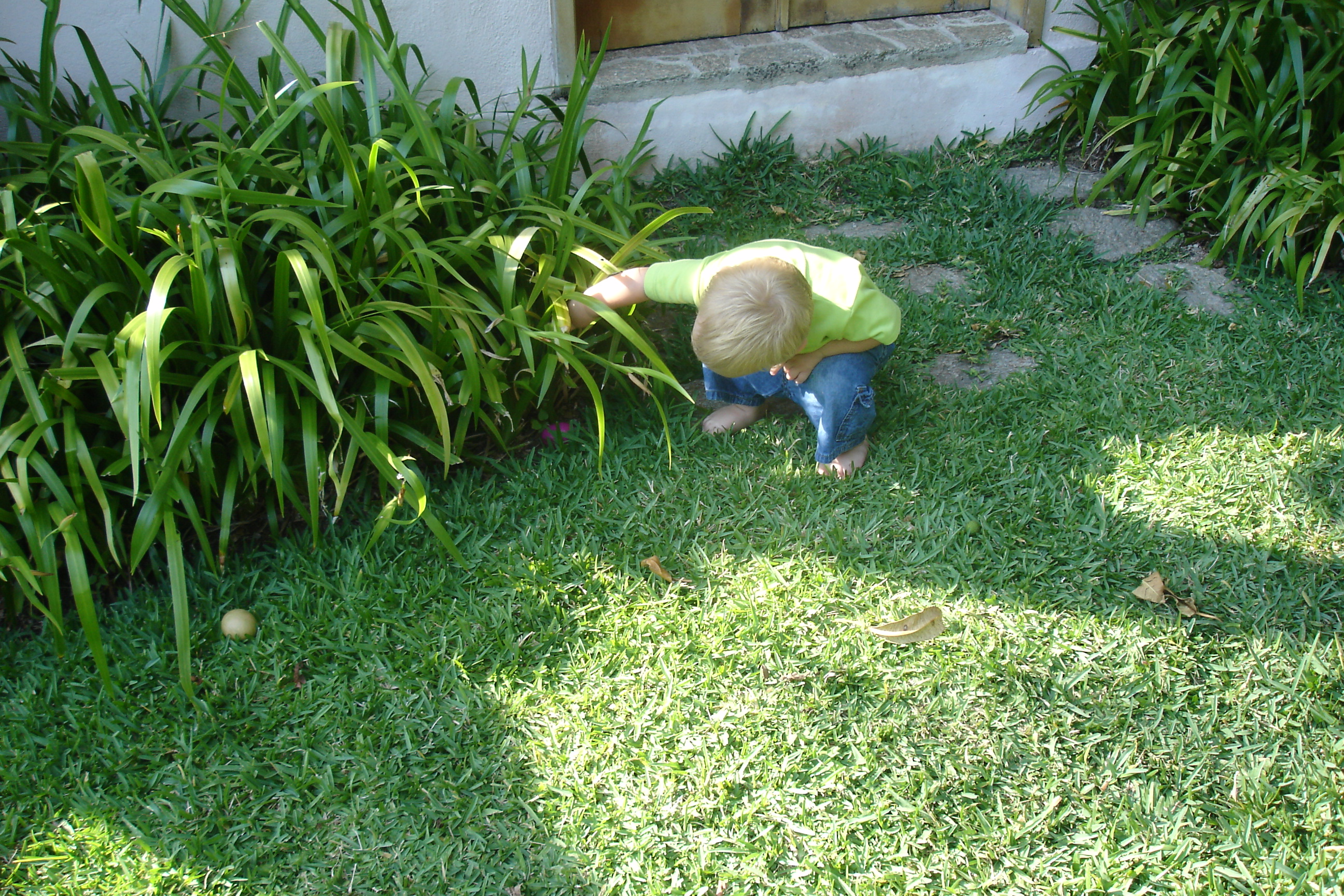
Ett barn letar i trädgården efter påskägg som påskharen gömt.

Påskharen är en påsksymbol som ofta förknippas med påskägg. Enligt traditionen är påskharen påskens motsvarighet till jultomten och kommer med (påsk)ägg till barnen. I många familjer anordnas små lekar där påskäggen göms exempelvis i trädgården och barnen får leta efter dem, i tron att påskharen gömt påskäggen.

## Påskharens historia
Ursprungligen kommer traditionen från Tyskland och är känd från 1600-talets senare del i Pfalz och Elsass. Traditionen var under 150 år ganska okänd i övriga Tyskland, men lanserades på bred front efter 1850 av godis- och leksaksindustrierna, som en påsksymbol riktad till barn. Ungefär vid den tiden började Tyskland tillverka påskkort, vars motiv ofta bestod av påskharen.

### Finland
I Finland började påskharen dyka upp i berättelser för barn på 1890-talet. Sagorna om påskharen var till en början översättningar från tyska, men gjordes relativt snabbt till folktradition i de borgerliga familjerna. Påskhararna förekom också som motiv på påskkort tryckta i Tyskland men avsedda för den finländska marknaden från sekelskiftet 1900. I Finland blev dock äggen och de små gula kycklingarna de överlägset vanligaste påsksymbolerna, så pass att den profana påskens färg blev gul. Påskharen har aldrig blivit den dominerande symbolen för påsken i Finland.

### Sverige
I Sverige omtalas påskharen, tidigast bland tyska invandrare, under 1800-talets slut eller 1900-talets början. Den fick inget riktigt genomslag i landet. När Sverige började tillverka egna påskkort ersattes påskharen med andra påskmotiv. I Sverige är den kanske mest känd som marsipan- eller chokladfigur. Leken med gömda påskägg förekommer i vissa svenska barnfamiljer. Äggjakt anordnas även som offentlig tävling på exempelvis museum. En sådan kan gå ut på att man ska hitta ett visst antal gömda ägg och därefter kan hämta ut ett pris.

## Haren som påsksymbol
Harens (kaninens) legendariska fortplantningsförmåga gör den till en symbol för överflöd och fruktsamhet. Därför förknippas haren ofta med påsken och andra vårliga fruktsamhetsritualer där man firar livets återkomst efter vintern. Det är också därför påskharen förknippas med ägg, en liknande symbol för återfödelse och fruktbarhet. Detta har lett till att småbarn ofta tror att haren lägger ägg. 
Som påskharens ursprung har man föreslagit sydtyska bildbröd med påskalamm som misstolkats. Ett annat ursprung kan vara häxornas mjölkhare, bjära, som i gångna tiders folktro var ett övernaturligt väsen som häxorna använde för att skaffa mjölk från grannarnas kor. Den omtalas inte sällan i häxprocessernas protokoll.